# مارفن بريكينريدغ باترسون
مارفن بريكينريدغ باترسون (بالإنجليزية: Marvin Breckinridge Patterson)‏ هي مونتيرة ومصورة وصحفية ومصورة سينمائية ومخرجة أمريكية، ولدت في 2 أكتوبر 1905 في نيويورك في الولايات المتحدة، وتوفيت في 11 ديسمبر 2002 في واشنطن العاصمة في الولايات المتحدة.

## وصلات خارجية
- مارفن بريكينريدغ باترسون على موقع IMDb (الإنجليزية)
- مارفن بريكينريدغ باترسون على موقع قاعدة بيانات الفيلم (الإنجليزية)
- مارفن بريكينريدغ باترسون على موقع كينوبويسك (الروسية)